# Astragalus gezeldarensis
Astragalus gezeldarensis är en ärtväxtart som beskrevs av Aleksandr Alfonsovitj Grossgejm. Astragalus gezeldarensis ingår i släktet vedlar, och familjen ärtväxter. Inga underarter finns listade i Catalogue of Life.